# القابضة للصناعات الكيماوية
الشركة القابضة للصناعات الكيماوية هي شركة قابضة حكومية مصرية، تمتلكها وزارة قطاع الأعمال العام، أنشأت في يونيو 1991، وتخضع للقانون 203 لسنة 1991، تعمل في مجال الصناعات الكيميائية، صناعة الأحذية، الورق، السجائر، المنجنيز، الملح، التعدينية، إطارات السيارات، والمواسير والمنتجات الأسمنتية.

## الشركات التابعة
تضم الشركة القابضة للصناعات الكيماوية 15 شركة تابعة هي:
- النصر للأسمدة والصناعات الكيماوية
- الصناعات الكيماوية المصرية "كيما"
- الدلتا للأسمدة والصناعات الكيماوية
- الشركة العامة لصناعة الورق "راكتا"
- مطابع محرم الصناعية
- مصر لصناعة الكيماويات
- سيناء للمنجنيز
- المصرية للمواسير والمنتجات الإسمنتية "سيجوارت"
- النصر للملاحات
- شركة المحاريث والهندسة
- شركة النقل والهندسة
- النصر لمنتجات الكاوتشوك "ناروبين"
- المصرية للأحذية "باتا"
- اليايات ومهمات وسائل النقل
- النصر للأجهزة الكهربائية والإلكترونية "نيازا"

## الشركات المشتركة
- البويات والصناعات الكيماوية (باكين): 35.46%
- العبور للبويات والصناعات الكيماوية: 0.02%
- السويس للأسمنت: 0.57%
- السويس للأسمنت: 2.17% "القومية للأسمنت"
- الخرسانة سابقة الإجهاد: 46.6% "سيجوارت"
- الورق للشرق الأوسط_سيمو: 15%
- المصرية للأملاح والمعادن: 13%
- مصر للهندسة والعدد_ميكار: 10%
- المتحدة للمسابك: 9.18% "القومية للأسمنت"
- الدلتا للسكر: 6.3% "شركة كيما"
- أبو قير للأسمدة: 2.68% "شركة كيما"
- العالمية للفخار والسيراميك: 1.69% "سيجوارت"
- (باكين) للأحبار: 0.02%
- النهضة للصناعات: 20%
- النهضة للصناعات: 30% "القومية للأسمنت"
- الشرقية للدخان والسجائر (ايسترن كومباني) 20% [6]